# Zibelthiurdos
În credințele religioase ale tracilor, Zibelthiurdos, Zbelthurdos sau Zbelsurdos, era un zeu al furtunii. Precum Zeus, se spune că și Zibelthiurdos mânuia fulgerele și tunetele.

## Înfățișare
Ca reprezentare iconografică, Zbelzurdos este asemănător cu reprezentarea lui Zeus Keraunios Aetophoros. Ambii sunt reprezentați aruncănd din mâna dreaptă fulgere, iar pe cea dreaptă aveau așezat un vultur.

## Etimologie
Numele Zbelsurdos, Zbelthurdos, Zbelthiurdos, Zibelthiurdos este tradus de către specialiști prin „lumină-fulger” și identifică în Gebeleizis un corespondent al acestei divininăți. Tomaschek identifică în Zbelsurdos tema *z(i)bel și radicalul indo-european *g'heib, lumină, fulger. A doua parte a numelui, surdos, ar deriva de la rădăcina *suer, a mugi, a vâjâi. Astfel, cei doi zei, Zibelsurdos și Zibeleizis (Gebeleizis), ar fi zei ai furtunii, comparabili cu Donar, Taranis, Perkùnas, Perunù. 

## Prezența lui Zbelsurdos pe inscripții din Tracia și Dacia
Numele zeului apare pe mai multe inscripții scrise în limba greacă, cu formele Zbelsurdo (Ζβελσούρδῳ) și Zbelthiurdo (Ζβελθιουρδῳ), inscripții descoperite în Tracia și Moesia Inferior.
Zbelsurdos, sub formele Zbelsurdo, Zbeltiurdi, Zbeltiurdo sau Zbelsurdi, este întâlnit pe patru inscripții, scrise în limba latină, descoperite în România (Drobeta), în Serbia (Kačanik) și două în Macedonia (Skopje și Dovezence). 
Inscripția descoperită la Drobeta este formată din două fragmente. Primul, un basorelief fragmentar sculptat in calcar de Gura Văii-Breznița (lung de 45 cm, înalt de 26 cm și gros de 12 cm), este descoperit cu ocazia săpăturilor arheologice din anii 1894- 1899 de către Gr. Tocilescu, pe latura de nord a castrului roman, lângă turnul intermediar ce exista între „poarta decumana și colțul de NE". Al doilea fragment (înălțime 62 cm, lungime 37 cm și grosime 12 cm), publicat de Vasile Pârvan în anul 1913, a fost descoperit la o sută de metri spre răsărit de castrul roman  și este un basorelief sculptat în același calcar de Gura Văii-Breznița.
Inscripția de la Drobeta (CIL III 14216, EDCS-30100825, HD005860) : 

[I(ovi) O(ptimo) M(aximo) Sa]b[azio . . . et]/I(ovi) O(ptimo) M(aximo) Zb[elsurdo]/Ant[onius ? . .]/C[. . .]/Q[. . .].
Inscripția din Serbia, Gracanica (EDCS-10100457, HD033664) : 

[Z]beltiu[r]/[d]i Sext(ius) Ba[-?]/p(?)ecus op/tio pro sal(ute) / sua et suo[r(um)] / v(otum) s(olvit) l(ibens) m(erito).
Inscripția din Macedonia, Ljubanci (CIL III 08191, EDCS-29700249, HD035984) : 

Deo Zb[el]/[t]iurd[o] / [S]ex(tus) Fl(avius) F[la]/mina[lis] / [v(otum)] l(ibens) [p(osuit)].
Inscripția din Macedonia, Kumanovo, (CIL III 14550, EDCS-30200746, HD036265) : 

[De]i Zbelsurdi SIL[---] // Catulus Munatia/nus G(---) [pr]o salu/te paren[tium] et / fr[at]rum.